# イタリア人の姓名
イタリア人の姓名

## 名前
イタリア人の名前は伝統的な名前が大半であり、そのうちの少数で全体のかなりの比率を占める傾向がある。よく付けられる名前にはキリスト教の聖人や歴史上の人物名、古代ローマ期から既にある名前などを由来とするものが多いが、由来する人物を意識して名付けられることはあまりないようである。
基本的に -o で終わるものが男性名、-a で終わるものが女性名だが、「アンドレーア（Andrea）」「ニコーラ（Nicola）」「ルーカ（Luca）」などの名前は例外的に男性名である。
名前に関して比較的よく見られる特徴をいくつか挙げる。
- 同性尊属の名前を子に付ける伝統が現在でもある程度残っている。例えば長女に祖母の名前を付けることは比較的多いようである。男性の場合は祖父・父親等いくつかパターンがあるようである。

- 親族などの同じ名前の者との区別から短縮形や　-ino 等の縮小辞付きで名付けられたり、本名の代わりに通称されることがある。

- 仲間内で同名の者を区別する場合に名前の後にあだ名を続けることがよくある。

- 親しい者を呼ぶ場合に一種の呼格が使われることがある。短縮形としても使われる場合がある。
  - フランチェスコ(Francesco) ⇒ フランチー(Francì)
  - ミケーレ(Michele)、ミカエーラ(Micaela)　⇒ ミッキー(Michì, Micchì)
  - ロベルト(Roberto) ⇒ ロッビィ(Robì, Robbì)

名前によっては語尾が -i ではなく切断された音節の母音のままになる場合もある。
以下は名前一覧(高頻度のものがまだ不足している)。特に記載の無い物は男性名。

### イタリア特有の名前
アメデーオ(Amedeo)
アレッサンドロ(Alessandro)
アレクサンドロス大王が元になっており、派生としてサンドロ(Sandro)などがある。女性形はアレッサンドラ(Alessandra)。
アレッシオ(Alessio)
女性形はアレッシア(Alessia)。男女共に多い名前である。
ヴィンチェンツォ(Vincenzo)
ウンベルト(Umberto)
エマヌエーレ(Emanuele)
女性形はエマヌエーラ(Emanuela)。
エンツォ(Enzo)
ヴィンチェンツォ、ロレンツォから派生。
エンリコ(Enrico)
ドイツ語のハインリヒから派生した名前。
ガエターノ(Gaetano)
女性形はガエターナ(Gaetana)。
カルロ(Carlo)
ゲルマン系のカールから。
キアラ(Chiara)
英語のクレア(Clare)、フランス語のクレール(Claire)に該当する女性名。
グイード(Guido)
ジャコモ(Giacomo)
由来はヤコブから。
ジュゼッペ(Giuseppe)
由来はヨセフから。
ジョアッキーノ/ジョアキーノ(Gioacchino/Gioachino)
聖人ヨアキムに由来する名前。
ジョヴァンニ(Giovanni)
女性形はジョヴァンナ(Giovanna)。由来は聖書のヨハネから。
ジョルジョ(Giorgio)
女性形はジョルジャ(Giorgia)。由来はゲオルギウスから。
ジローラモ(Girolamo)
ステーファノ(Stefano)
聖人ステファノのイタリア語読み。
チェーザレ(Cesare)
ユリウス・カエサルの「カエサル」から。
トンマーゾ/トマーゾ(Tommaso/Tomaso)
十二使徒のトマスから。
ナポレオーネ（Napoleone)
「ナポリの人」の意。
パオロ(Paolo)
女性形はパオラ(Paola)。由来は聖人パウロから。
バルダッサーレ(Baldassare)
ピエトロ(Pietro)
由来はペトロから。
ピエロ(Piero)
フィリッポ(Filippo)
古代ギリシアのフィリッポス、古代ローマのフィリップスから。女性形はフィリッパ(Filippa)。
フェルッチョ(Ferruccio)
フランチェスコ(Francesco)
アッシジのフランチェスコから。女性形はフランチェスカ(Francesca)。
マウリツィオ(Maurizio)
マッシモ(Massimo)
マッテオ(Matteo)
由来はマタイから。
マルチェッロ(Marcello)
ミケーレ(Michele)
天使ミカエルから。「天使ミカエル」の意でミケランジェロ(Michelangelo)が派生。
ヤーコポ(Jacopo)
由来はヤコブから。
ルイージ(Luigi)
ルドヴィーコ(Ludovico)の省略形。女性形にルイーザ(Luisa)、ルイージャ(Luigia)。短縮形・派生形はジーノ(Gino)、ジージ(Gigi 男女とも)。
ルチアーノ/ルチャーノ(Luciano)
ロレンツォ(Lorenzo)
由来はラウレンティウスから。派生形にエンツォが有る。
アミルカレ(Amilcare)
アミルカレ(Amilcare) は、カルタゴ起源の名で、ハンニバルの父ハミルカルのイタリア語読みでもある。
- アミルカレ・チプリアーニ
- アミルカレ・ポンキエッリ

オッタビオ(Ottavio)
- オッタビオ・クアットロッキ
- オッタビオ・チンクアンタ
- オッタビオ・ファルネーゼ
- オッタビオ・ボテッキア
- オッタビオ・リヌッチーニ
- オッタビオ・レオーニ

サルヴァトーレ(Salvatore)
「救世主」という意味でイエス・キリストを暗に指す。短縮形・派生形はトトー (Totò)。
- サルヴァトーレ・アッカルド
- サルヴァトーレ・クァジモド
- サルヴァトーレ・シャリーノ
- サルヴァトーレ・ジュリアーノ
- サルヴァトーレ・スキラッチ
- サルヴァトーレ・フェラガモ
- サルヴァトーレ・リイナ
- サルヴァトーレ・リーマ

シジズモンド(Sigismondo)
ゲルマン系のシグムンドに由来するシギスムントに相当。
- シジズモンド・ディンディア
- シジズモンド・パンドルフォ・マラテスタ

ドメニコ(Domenico)
- ドメニコ・アルベルティ
- ドメニコ・ギルランダイオ
- ドメニコ・クリッシト
- ドメニコ・スカルラッティ
- ドメニコ・スキャッタレーラ
- ドメニコ・チマローザ
- ドメニコ・ベラルディ
- ドメニコ・モルフェオ

ニコロ(Niccolò)
聖ニコラウスから。
- ニッコロ・カネパ
- ニコロ・ナッツオーニ
- ニコロ・パガニーニ
- ニコロ・ピッチンニ
- ニッコロ・マキャヴェッリ
- ニコロ・ヨンメッリ

パスクァーレ(Pasquale)
パシュカーレとも。
- パスクァーレ・アンフォッシ
- パスクァーレ・ガルッピ
- パスクアーレ・グラビーナ
- パスクァーレ・スタニスラオ・マンチーニ
- パスクァーレ・フェスタ・カンパニーレ
- パスクアーレ・フォッジャ
- パスクアーレ・フォルナーラ
- パスクアーレ・マリーノ

### 他国にも多い名前
アルフレード(Alfredo)
派生形にアルフレディーノ(Alfredino)。
アントニオ(Antonio)
女性形はアントニア(Antonia)。古代ローマ時代の氏族名アントニウスから。派生としてはアントニーノなどが有る。
アンドレア(Andrea)
十二使徒のアンデレから。語尾が -a で終わっているが男性の名前である。
クラウディオ(Claudio)
女性形はクラウディア(Claudia)。
クリスティアーノ(Cristiano)
クリスチャンに由来する名前。
シモーネ(Simone)
聖ペトロの元の名前シモンから。女性形はシモーナ(Simona)。イタリア以外では女性名に使われる。
ジュリオ(Giulio)
ユリウス・カエサルの「ユリウス」から。ポルトガル語では綴りは「Júlio」。女性形はジュリア(Giulia)。
ファビオ(Fabio)
古代ローマの氏族名ファビウスから。
フェデリコ(Federico)
女性形はフェデリカ(Federica)。
フェルディナンド(Ferdinando)
イタリア語以外では綴りが「Ferdinand」。スペイン語・ポルトガル語ではフェルナンド(Fernando)。
フランコ(Franco)
姓でもよく使われる。
ベルナルド(Bernardo)
派生形にベルナルディーノ(Bernardino)。
マリオ(Mario)
古代ローマの氏族名マリウスから。マリーア(Maria)の男性形ではない。
マルコ(Marco)
古代ローマの個人名マルクスから。
ラウラ (Laura)
月桂樹を意味する女性名。
ルーカ(Luca)
由来はルカから。
レオナルド(Leonardo)
英語ではレナード(Leonard)。
レオポルド(Leopoldo)
元はゲルマン系の名前。
ロベルト(Roberto)
ポルトガル語ではホベルトと読む。

#### マウロ(Mauro)
女性形はマウラ(Maura)。
- マウロ・イウラート
- マウロ・エスポージト
- マウロ・ジュリアーニ
- マウロ・タソッティ
- マウロ・バルディ
- マウロ・フォルギエリ
- マウロ・マルティニ

## 姓
イタリア人の姓は35万種あるとされる。イタリアの新聞「コリエーレ・デラ・セラ」紙は、イタリア人の多くは姓に以下の表のような接尾辞が付き、接尾辞によって地域性が表れると伝えている。その他、名前、特にアンジェラ(Angela)や ロベルタ(Roberta) などの女性名が姓と使用されるものや、 名前・家名・地名などの前に Di や De が付いたものがある。以前女性は婚姻により夫の姓との結合姓になったが、現在は婚姻前のままである。
| 接尾辞           | 例          | 地域                               |
| -isi             | Puglisi     | カンパニア州、シチリア             |
| -iello           |             | カンパニア州                       |
| -aloro           | Favaloro    | シチリア                           |
| -ago/-aghi       | Salmoiraghi | ロンバルディア州                   |
| -ate/-ati        | Donati      | ロンバルディア州                   |
| 子音-on          | Benetton    | ヴェネト州                         |
| -acco            | Bissacco    | ヴェネト州                         |
| -otti/-utti      | Bortolotti  | フリウリ＝ヴェネツィア・ジュリア州 |
| -t               | Rigonat     | フリウリ＝ヴェネツィア・ジュリア州 |
| -ai              | Bollai      | トスカーナ州                       |
| -aci/-ecci/-ucci | Balducci    | トスカーナ州                       |
| -u               | Schirru     | サルデーニャ                       |
| -as              | Marras      | サルデーニャ                       |
| -ero             | Ferrero     | ピエモンテ州                       |
| -audi            | Rambaudi    | ピエモンテ州                       |
| -asco            | Comasco     | ピエモンテ州やリグーリア州         |
| -ace             | Storace     | カラブリア州                       |

なお、ルネサンス期の芸術家レオナルド・ダ・ヴィンチのダ･ヴィンチ(da Vinci)は「ヴィンチ出身の」という意味で姓ではない。